# Respawn Entertainment
Respawn Entertainment, LLC é um estúdio americano produtor de Jogos eletrõnicos, fundado por Jason West e Vince Zampella, responsáveis pela produção da série Call of Duty na Infinity Ward antes de 2010. Com sede em Sherman Oaks na Califórnia, a Respawn Entertainment é internacionalmente conhecida pela criação dos jogos da serie Titanfall. Em novembro de 2017, a Electronic Arts entrou em processo de aquisição da Respawn Entertainment, pagando cerca de 151 milhões de dólares à vista e outros 164 milhões à longo prazo na forma de ações restritas da Respawn.

## Jogos
| Ano  | Título                           | Plataforma                                                                         |
| ---- | -------------------------------- | ---------------------------------------------------------------------------------- |
| 2014 | Titanfall                        | Microsoft Windows, Xbox 360, Xbox One                                              |
| 2016 | Titanfall 2                      | Microsoft Windows, PlayStation 4, Xbox One                                         |
| 2017 | Titanfall: Assault               | Android, iOS                                                                       |
| 2019 | Apex Legends                     | Microsoft Windows, Stadia, PlayStation 4, PlayStation 5, Xbox One, Xbox Series X/S |
| 2019 | Star Wars Jedi: Fallen Order     | Microsoft Windows, Stadia, PlayStation 4, PlayStation 5, Xbox One, Xbox Series X/S |
| 2020 | Medal of Honor: Above and Beyond | Microsoft Windows                                                                  |
| 2023 | Star Wars Jedi: Survivor         | Microsoft Windows, PlayStation 5, Xbox Series X/S                                  |